# Synowie puszczy
Synowie puszczy – krajoznawcza powieść dla młodzieży Władysława Umińskiego z 1902 roku (w odcinkach; wydanie książkowe z 1912 roku). Osią fabuły są przygody młodych bohaterów w rejonie puszcz Prypeci.

## Historia wydań
Powieść była opublikowana w odcinkach jako Synowie puszczy poleskiej w ilustrowanym magazynie Przyjaciel Dzieci (nr 1–10) w 1902, a później także w ilustrowanym magazynie Wieczory Rodzinne (nr 1-246) w 1911. Doczekała się wydania książkowego w wydawnictwie Druk. L. Bogusławskiego  w 1912 i dalszych w latach 1922, 1927 i 1938.

## Fabuła
Fabuła opisuję wyprawę młodych bohaterów „na pocztę po książki” w rejonie puszcz Prypeci.

## Analiza i odbiór
Powieść zalicza się do literatury krajoznawczej. Jak inne pozycje Umińskiego, książka jest inspirowana twórczością Verne'a.
Pozytywnie o książce pisał recenzent w katolickim Przeglądzie Powszechnym z 1923, chwaląc ją za stonowanie (brak lekceważenia etyki, „indeferentyzmu religijnego”) i unikanie kontrowersyjnych wtedy teorii (np. chwalenia ewolucjonizmu bądź prezentowania „panteistycznych opisów przyrody”).
Krystyna Kuliczkowska w 1953 skrytykowała tę książkę, pisząc, że „jest sztucznie rozdęta i naiwna”.
W 1957 oceniono tę książkę jako „udaną”.
W Poradniku Bibliotekarza w 1955 roku na temat tego utworu napisano, że opisuje on „urok puszczy nad Prypecią i wspaniałe cechy wychowanych przez tę puszczę ludzi”.
W 2006 książkę zaliczono do bardziej popularnych utworów Umińskiego.